# Kruispark

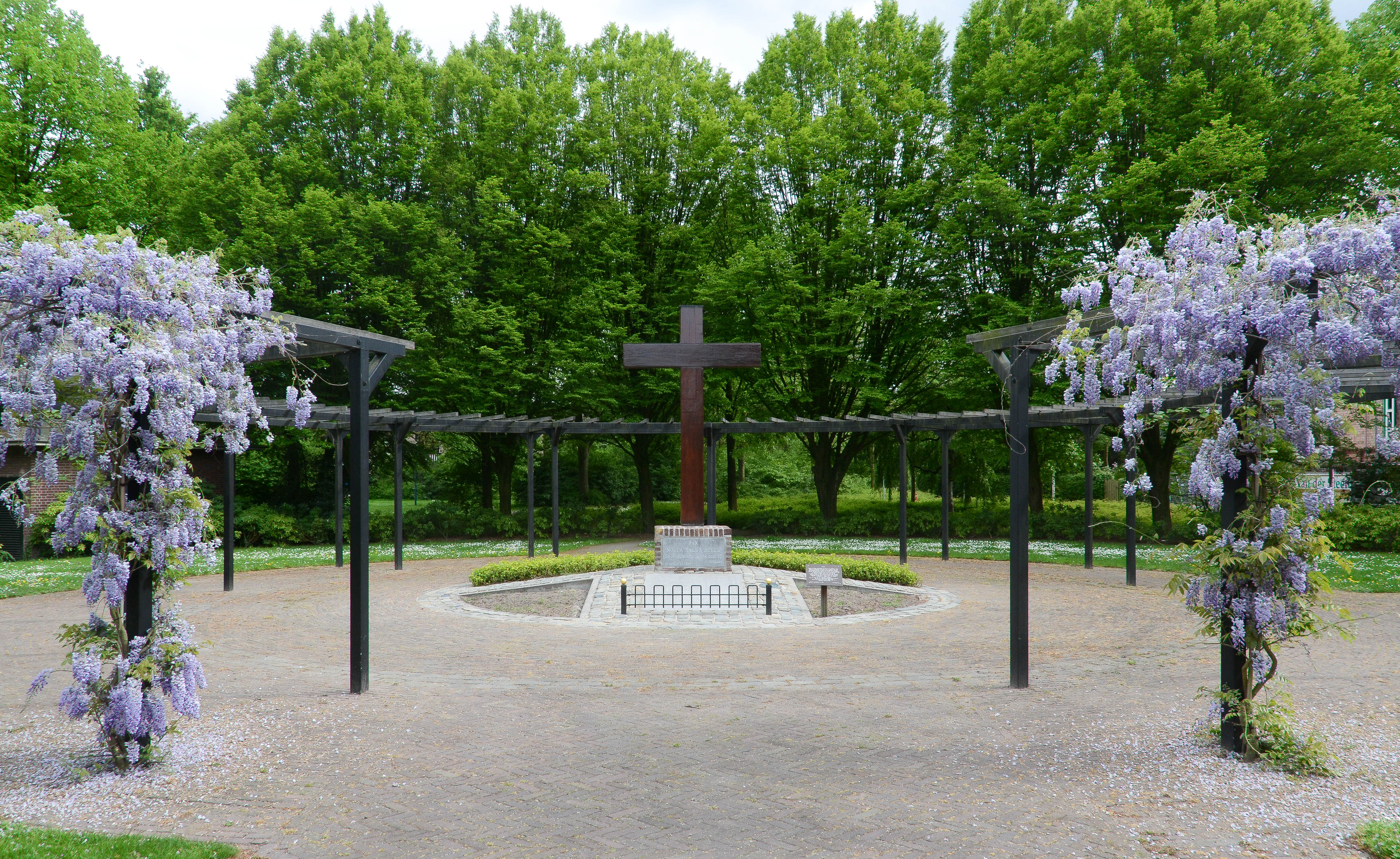
Oorlogskruis Best

Het Kruispark is een park in Best, gelegen aan de Oirschotsedijk/Schutsboomweg. In dit park bevindt zich een oorlogsmonument.

## Geschiedenis
De gemeente besloot op 16 augustus 1945 om een monument te plaatsen voor de 46 inwoners van Best (zowel militairen als burgers) die waren omgekomen tijdens de Tweede Wereldoorlog. Dit monument zou bestaan uit een houten kruis, waarvan het materiaal afkomstig was van de balken van de tijdens deze oorlog verwoeste huizen. Het werd geplaatst op een voormalige bleekweide.
Het kruis werd geplaatst op een sokkel met als opschrift: Pax. Nulla salus bello (Vrede. Er is geen heil in de oorlog).
Op 31 augustus 1945 (verjaardag van Koningin Wilhelmina) werd het monument ingewijd. Op 20 september 1945 werd besloten om de omgeving van het monument als plantsoen in te richten. Op 4 mei 1948 (Nationale dodenherdenking) werd een gedenksteen onthuld met daarop de namen van alle 46 omgekomen inwoners.
In 1959 werd het park vernieuwd en aan de zuidzijde uitgebreid. Ook in 2007 werd het park nog gereconstrueerd.